# Rally Dakar 1985
Il Rally Dakar 1985 è stata la 7ª edizione del Rally Dakar (partenza da Parigi, arrivo a Dakar).

## Tappe
Nelle 22 giornate del rally raid furono disputate 17 tappe ed una serie di trasferimenti, con 19 prove speciali per un totale di 7.470 km.

## Classifiche

### Moto
Hanno finito la gara 25 delle 135 moto iscritte.
| Pos. | Pilota              | Mezzo                           | N°  |
| ---- | ------------------- | ------------------------------- | --- |
| 1    | Gaston Rahier       | BMW 1000 GS                     | 101 |
| 2    | Jean-Claude Olivier | YAMAHA 660 PROTO                | 80  |
| 3    | Franco Picco        | YAMAHA 600 XT                   | 83  |
| 4    | Andrea Marinoni     | YAMAHA 600 XT                   | 82  |
| 5    | Cyril Neveu         | HONDA 600 XLR                   | 95  |
| 6    | Chuck Stearns       | YAMAHA 660 PROTO                | 79  |
| 7    | François Charliat   | HONDA 600                       | 115 |
| 8    | Hubert Auriol       | CAGIVA ELEFANT 750 LIGIER PROTO | 100 |
| 9    | Grégoire Verhaeghe  | BARIGO GRS 500                  | 25  |
| 10   | Christian Courtois  | YAMAHA TT 600                   | 112 |

### Auto
Hanno finito la gara 101 delle 365 auto iscritte.
| Pos. | Equipaggio                      | Mezzo             | N°  |
| ---- | ------------------------------- | ----------------- | --- |
| 1    | Patrick Zaniroli, Da Silva      | MITSUBISHI PAJERO | 189 |
| 2    | Andrew Cowan, Syer              | MITSUBISHI PAJERO | 188 |
| 3    | Pierre Fougerouse, Jacquemard   | TOYOTA FJ 60      | 219 |
| 4    | Jean-Jacques Ratet, De Belabre  | TOYOTA FJ 60      | 221 |
| 5    | Claude Marreau, Bernard Marreau | RENAULT PROTO R18 | 205 |
| 6    | Gérard Marcy, Janssens          | RANGE ROVER V8    | 370 |
| 7    | Claude Tezekdjan, Doha          | MERCEDES 280 GE   | 420 |
| 8    | Michel de Deyne, Beckers        | LAND ROVER 110    | 211 |
| 9    | Stéphane Bosteels, Vanelslande  | TOYOTA FJ 45      | 457 |
| 10   | Jean Bouchet, Villepigue        | MERCEDES 280 GE   | 419 |

### Camion
Hanno finito la gara 20 dei 55 camion iscritti. In questa edizione della Dakar i camion venivano inclusi anche nella classifica assoluta delle auto. Ben otto camion Mercedes furono presenti nella top ten.
| Pos. | Ass. | Equipaggio                                | Mezzo            | N°  |
| ---- | ---- | ----------------------------------------- | ---------------- | --- |
| 1    | 11   | Karl Friedrich Capito, Capito, Schweikarl | MERCEDES UNIMOG  | 614 |
| 2    | 15   | Jan de Rooy, De Saulieu, Ketelaars        | DAF F3300        | 621 |
| 3    | 43   | Karl Wilhelm Strohmann, Capito, Schnepf   | MERCEDES UNIMOG  | 615 |
| 4    | 46   | Giacomo Vismara, Minelli, Garni           | MERCEDES UNIMOG  | 644 |
| 5    | 50   | Georges Groine, Nobel, Malferiol          | MERCEDES 1936 AK | 620 |
| 6    | 55   | Jean-François Chambon, Rohm, Krell        | MERCEDES 1936 AK | 625 |
| 7    | 62   | Etienne Martinez, Herbuel, Oligo          | MERCEDES 1936 AK | 624 |
| 8    | 75   | Jean-Paul Bosonnet, Maisons, Venturini    | MERCEDES 2628 AK | 634 |
| 9    | 76   | Raphael Gimbre, Magne, Versino            | MERCEDES 2628 AK | 635 |
| 10   | 78   | Serge Lacourt, Payen                      | MAN 20280        | 651 |